# Ara (dryck)
Ara, eller arag, (tibetanska och dzongkha ཨ་རག་; wylie a-rag; med betydelser "alkohol, sprit"), är en traditionell alkoholdryck som dricks i Bhutan. Ara tillverkas av inhemska sädesslag, som tål den höga höjden - korn, ris, majs, hirs och vete. Det kan vara antingen jäst eller destillerat. Drycken blir antingen klar, gräddgul eller vit till färgen.
I templen offras en hel del alkohol, och det är då ofta frågan om ara, eller bhutanesisk whisky.
Ara dricks vanligtvis varm eller riktigt het. I östra Bhutan kan du bli serverad ara redan till frukost, tillsammans med ägg, ris och smör. Även senare under dagen kan den serveras tillsammans med smör och äggröra och ris eller med förlorade ägg.
Ara kan också serveras som en anrättning med smör och ägg, som hettats upp, toppats med ara och flamerats.

## Produktionen
Ara tillverkas vanligtvis av ris eller majs som producerats i det lokala jordbruket. Ara produceras både som jäst dryck och som destillerad, vilket förklarar att drycken kan ha så pass olika färg som klar, vit, men också gräddgul. Ara är tillåten enbart att producera i mindre skala, vilket gör att förutom färgen även kvaliteten varierar påtagligt. Försäljningen av ara i affärer är förbjuden och de som ändå försöker sälja via affärer trots förbudet får hårda straff. Bhutanesiska bönder försöker skapa opinion för att förbudet ska hävas, eftersom aratillverkningen är den mest lönsamma användningen av den majs som de producerar. Den bhutanesiska regering vill tvärtom verka för ett fortsatt förbud och en höjd beskattning av inkomster från sprittillverkningen.
Ara tillverkas också för religiösa ändamål, särskilt i östra Bhutan. Där offras den som på särskilda Lhasoel-dagar, det vill säga dagar då de lokala gudarna får motta offer för att bli vänligt inställda och skydda hemmet.
Ara sägs hålla ormarna på avstånd och bärs också ibland av barnen som skydd i en liten behållare som skyddsamulett.